# Xarxa de Museus Locals de la Diputació de Barcelona

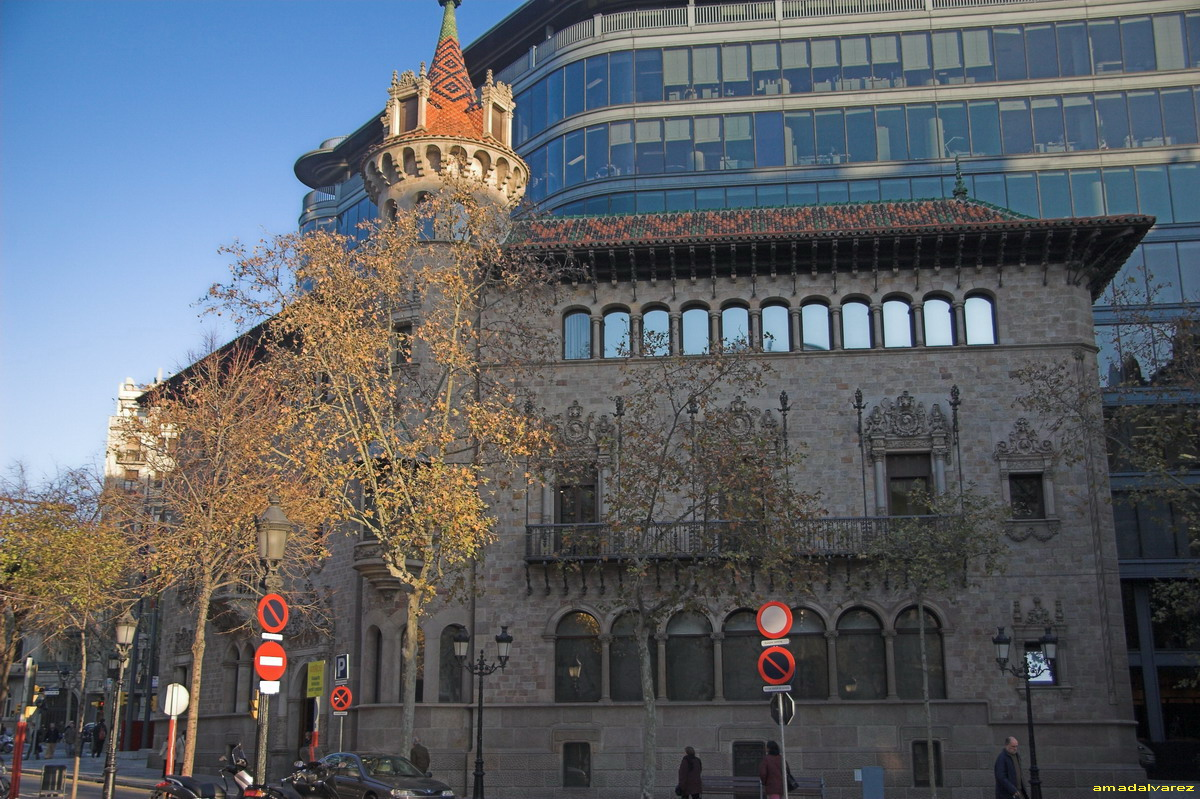
Façana de Casa Serra, seu de la Diputació de Barcelona.

La Xarxa de Museus Locals de la Diputació de Barcelona (XML), també coneguda amb el nom del Museu més gran de Catalunya, és una eina de suport i col·laboració dels i per als museus de la província que posa a l'abast dels municipis una sèrie de serveis i accions destinades a millorar, mitjançant la prestació de serveis directes i la recerca de fórmules operatives de cooperació supramunicipal, la gestió, la conservació i la difusió del patrimoni i dels equipaments museístics dels municipis de la província de Barcelona. Es gestiona des de l'Oficina de Patrimoni Cultural, que depèn al seu torn de l'Àrea de Presidència de la Diputació de Barcelona.
Va néixer l'any 2001 tot continuant amb la dinàmica de col·laboració establerta per la Comissió de Cooperació de Museus Locals, formada l'any 1988 arran de l'organització de les I Jornades de Museus i Administració Local. Quan es va crear la Comissió, l'integraven els museus locals de l'Hospitalet, Granollers, Mataró i Gavà, a part de la mateixa Diputació. El 2001, en transformar-se en XML, agrupava 29 municipis en representació de 37 museus.
El seu principal objectiu és treballar conjuntament per avançar cap a un model de museu dinàmic, versàtil, pluridisciplinari i connectat amb la realitat i amb la vida de les persones, tot fent dels museus locals centres de servei públic pròxims i accessibles al ciutadà, perquè esdevinguin espais referents de preservació de la identitat i la memòria col·lectiva, alhora que nous llocs d'aprenentatge, de socialització, d'oci i de desenvolupament del territori. A més de coordinar la gestió dels museus integrants, organitza exposicions temporals itinerants, jornades i conferències. El juliol de 2010 va signar amb ONCE per tal de fer més accessibles els museus integrants.

## Museus integrants

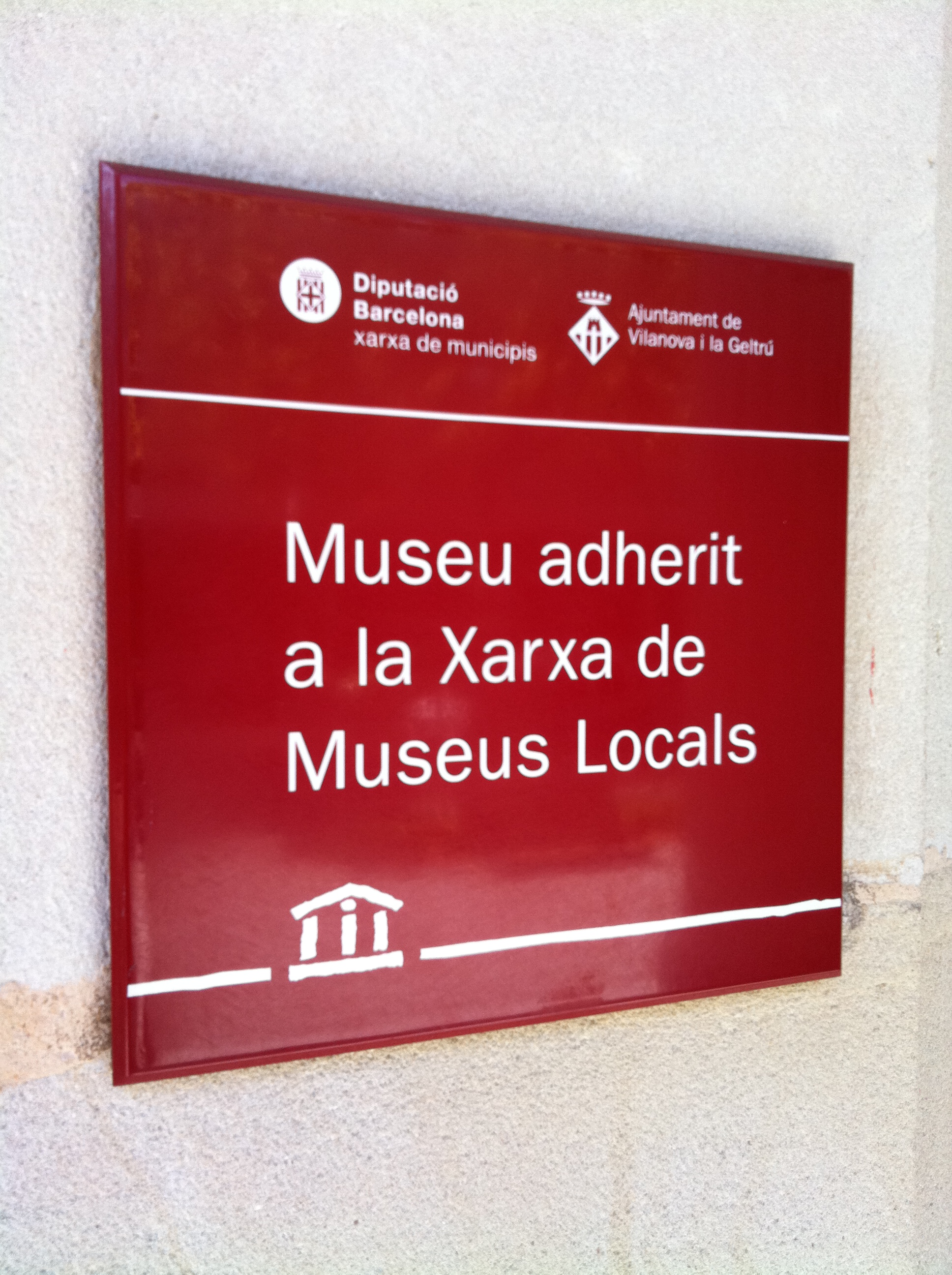
Placa de la Xarxa a la Biblioteca Museu Víctor Balaguer.

A 2013, la xarxa estava formada per 65 museus o equipaments repartits en 52 municipis diferents.
- Arenys de Mar: Museu d'Arenys de Mar (Museu Marès de la Punta i Museu Mollfulleda de Mineralogia)
- Argentona: Museu del Càntir d'Argentona
- Badalona: Museu de Badalona
- Berga: Espai d'Interpretació de Berga
- Caldes d'Estrac: Fundació Palau
- Caldes de Montbui: Thermalia. Museu de Caldes de Montbui
- Calella: Museu Arxiu Municipal de Calella Josep M. Codina i Bagué
- Canet de Mar: Casa Museu Lluís Domènech i Montaner
- Capellades: Museu Molí Paperer de Capellades
- Cardedeu: Museu-Arxiu Tomàs Balvey de Cardedeu
- Castellbisbal: Museu de la Pagesia
- Cercs: Museu de les Mines de Cercs
- Cerdanyola del Vallès: Museu d'Art de Cerdanyola. Can Domènech, Museu de Cerdanyola, Museu i Poblat Ibèric de Ca n'Oliver
- Cornellà de Llobregat: Museu Palau Mercader
- Esplugues de Llobregat: Can Tinturé. Col·lecció de rajola de mostra Salvador Miquel
- Folgueroles: Casa Museu Verdaguer
- Gavà: Museu de Gavà i Parc Arqueològic Mines de Gavà
- Granollers: Museu de Granollers, Museu de Granollers-Ciències Naturals
- L'Hospitalet de Llobregat: Fundació Arranz-Bravo, Museu de l'Hospitalet
- Igualada: Museu de la Pell d'Igualada i Comarcal de l'Anoia, Museu del Traginer. Col·lecció Antoni Ros
- Manlleu: Museu Industrial del Ter - Can Sanglas
- Manresa: Museu Comarcal de Manresa
- Martorell: L'Enrajolada, Casa Museu Santacana. Martorell, Museu Municipal Vicenç Ros
- Masnou: Museu Municipal de Nàutica del Masnou
- Mataró: Museu de Mataró
- Moià: Museu Arqueològic i Paleontològic-Coves del Toll de Moià
- Molins de Rei: Museu Municipal de Molins de Rei
- Mollet del Vallès: Museu Abelló
- Montcada i Reixac: Museu Municipal de Montcada
- Montmeló: Museu Municipal de Montmeló
- Prat de Llobregat: Museu del Prat
- Premià de Dalt: Museu de Premià de Dalt
- Premià de Mar: Museu de l'Estampació de Premià de Mar
- Ripollet: Centre d'Interpretació del Patrimoni Molí d'en Rata
- Roda de Ter: Museu Arqueològic de l'Esquerda
- Rubí: Museu Municipal Castell
- Sabadell: Museu d'Art de Sabadell, Museu d'Història de Sabadell,
- Sant Adrià del Besòs: Museu d'Història de la Immigració de Catalunya
- Sant Andreu de Llavaneres: Museu Arxiu de Sant Andreu de Llavaneres
- Sant Boi de Llobregat: Museu de Sant Boi de Llobregat
- Sant Cugat del Vallès: Museu de Sant Cugat (Monestir de Sant Cugat i Museu del Tapís Contemporani. Casa Aymat)
- Sant Joan Despí: Centre Jujol - Can Negre
- Santa Coloma de Gramenet: Museu Torre Balldovina
- Sitges: Museu Cau Ferrat, Museu Maricel, Museu Romàntic Can Llopis
- Terrassa: Centre de Documentació i Museu Tèxtil i Museu de Terrassa (Casa Alegre de Sagrera, Castell Cartoixa Vallparadís, claustre del Convent de Sant Francesc, Conjunt Monumental de les Esglésies de Sant Pere i Torre del Palau)
- Tona: Centre d'Interpretació i jaciment El Camp de les Lloses
- Vic: Museu de l'Art de la Pell. Col·lecció A. Colomer Munmany
- Viladecans: Ca n'Amat
- Vilafranca del Penedès: Casa de la Festa Major de Vilafranca del Penedès, Vinseum. Museu de les Cultures del Vi de Catalunya
- Vilanova i la Geltrú: Museu Romàntic Can Papiol, Biblioteca Museu Víctor Balaguer, Centre d'Interpretació del Romanticisme Manuel de Cabanyes
- Vilassar de Dalt: Museu-Arxiu de Vilassar de Dalt
- Vilassar de Mar: Museu Municipal de Vilassar de Mar (Museu de la Marina i Museu Monjo)